# Liste der Kulturdenkmäler in Klein-Winternheim
In der Liste der Kulturdenkmäler in Klein-Winternheim sind alle Kulturdenkmäler der rheinland-pfälzischen Ortsgemeinde Klein-Winternheim aufgeführt. Grundlage ist die Denkmalliste des Landes Rheinland-Pfalz (Stand: 3. April 2024).

## Einzeldenkmäler
| Bezeichnung                          | Lage                               | Baujahr | Beschreibung | Bild                           |
| ------------------------------------ | ---------------------------------- | ------- | --- | ------------------------------ |
| Skulptur                             | Hauptstraße, vor Nr. 3 Lage        | 1897    | Pietà, Kunststein, bezeichnet 1897, signiert Franz Vlasdeck | Fotos hochladen                |
| Rat- und Schulhaus                   | Hauptstraße 6 Lage                 | 1828/29 | ehemaliges Rat- und Schulhaus mit Lehrerwohnung; spätklassizistischer Typenbau, 1828/29, Architekt wohl Landbaumeister Friedrich Wetter | Fotos hochladen                |
| Katholische Pfarrkirche St. Andreas  | Klosterstraße 2/4 Lage             | 1711    | barocker Saalbau, 1711, nach Brand Wiederaufbau 1819, Architekt Landbaumeister Friedrich Schneider, Erweiterung mit Chorflankenturm und Dachreiter, 1895/96, Architekt Franz Philipp Gill, Mainz; Teile des romanischen Chors (Sakristei), spätgotischer Umbau bezeichnet 1510; ortsbildprägend | weitere Bilder Fotos hochladen |
| Kriegerdenkmal und Kreuzigungsgruppe | Mainzer Weg, auf dem Friedhof Lage | ab 1875 | Friedhof 1813 eröffnet - Kreuzigungsgruppe, Terrakotta, 1954, Bildhauer Adam Winter, Mainz-Kastel - Kriegerdenkmal 1870/71, Sandstein-Obelisk, Sockel bezeichnet 1875, Bildhauer J. Koehl, Mainz                                                                                                | weitere Bilder Fotos hochladen |